# Odontoglossum schillerianum
Odontoglossum schillerianum là một loài phong lan đặc hữu của tây bắc Venezuela.